# Shunta Tanaka
Shunta Tanaka (田中 駿汰, Tanaka Shunta, Osaka, 26 mei 1997) is een Japans voetballer die als verdediger speelt bij Hokkaido Consadole Sapporo.

## Clubcarrière
In 2016 ging Tanaka naar de Osaka University of Health and Sport Sciences, waar hij in het schoolteam voetbalde. Nadat hij in 2020 afstudeerde, ging Tanaka spelen voor Hokkaido Consadole Sapporo.

## Interlandcarrière
Tanaka maakte op 14 december 2019 zijn debuut in het Japans voetbalelftal tijdens een Oost-Aziatisch kampioenschap voetbal 2019 tegen Hongkong.

## Statistieken
| Japans voetbalelftal | Japans voetbalelftal | Japans voetbalelftal |
| Jaar                 | Wed.                 | Dlp.                 |
| -------------------- | -------------------- | -------------------- |
| 2019                 | 1                    | 0                    |
| Totaal               | 1                    | 0                    |